# آرتور اچ. وندنبرگ
آرتور هندریک وندنبرگ (به انگلیسی: Arthur Hendrick Vandenberg) سناتور سابق عضو حزب جمهوری‌خواه ایالات متحده آمریکا بود. وی در سال ۱۹۲۸ تا ۱۹۵۱ میلادی سناتور ایالت میشیگان در سنای ایالات متحده آمریکا بود.